# 夏垣佳奈
夏垣佳奈（なつがき かな、Kana Natsugaki、1991年2月26日 - ）は日本のグラビアアイドルである。トミーズアーティストカンパニー所属。

## 来歴
女優を目指して、自ら芸能事務所トミーズアーティストカンパニーに応募した。2009年（平成21年）にデビューし、雑誌グラビアを中心に活動している。同年7月22日発売の写真集『妄撮Blue』に参加。また、7月26日には同写真集関連のイベントである夏休み限定ショップ「妄撮ショップ妄撮ショップ2010夏☆嘘じゃないですよね!?」の1日店長を務めた。2010年（平成22年）8月29日に1枚目のイメージDVD『なつがきたかな?』を発表した。
2010年から放送開始されたバラエティ番組『アリなし〜アリケン★ゴールデンスタジアム〜』（テレビ東京）のインフォマーシャルキャスターとして出演。同番組が夏垣にとって初レギュラー番組である。

## 人物
大学に通っており、中国語などを学んでいる。特技はバドミントン、アルトサックス演奏、ダンス。

## 出演

### テレビ番組
- アリなし〜アリケン★ゴールデンスタジアム〜（2010年10月 - 12月、テレビ東京） - インフォマーシャルキャスター[要出典]

## リリース作品

### 写真集
- 妄撮Blue（2010年7月22日、講談社、撮影：Tommy）ISBN 978-4062164368
- なつらる。（2011年1月19日、双葉社、撮影：西條彰仁）ISBN 978-4575302868

### DVD
１．なつがきたかな？（リバプール、2010年8月29日）